# Kerstin Moring
Kerstin Moring (* 26. September 1963 in Hasselfelde) ist eine frühere deutsche Skilangläuferin und Biathletin.
Kerstin Moring ist die Tochter des früheren Skilangläufers Werner Moring, sie hat drei ältere Schwestern. Moring heiratete in den 1990er Jahren den Rennrodel-Olympiasieger Jochen Pietzsch. Wie ihr Vater und ihr Mann startete sie zunächst für den ASK Vorwärts Oberhof, nach der Wende für den daraus hervorgegangenen WSV Oberhof 05. Die 1,77 m große Moring war zunächst Skilangläuferin. Ihre Erfolge erreichte sie insbesondere auf nationaler Ebene. 1980 gewann sie als Drittplatzierte mit der Staffel des ASK Vorwärts Oberhof ihre erste Medaille. 1981 folgte der Titel mit der Staffel, 1982 der Vizemeistertitel. 1983 erreichte sie neben der Silbermedaille mit der Staffel auch erstmals Erfolge in Einzelrennen, so mit Rang drei über 5 Kilometer und mit dem Titelgewinn über 10 Kilometer. 1984 folgte ein erneuter Titelgewinn mit der Staffel, 1986 der erneute Vizemeistertitel. Sehr erfolgreich lief auch das Jahr 1987, als Moring die Titel über 5 und 10 Kilometer gewann und mit der Staffel Dritte wurde. 1989 gewann sie nochmals den Titel mit der Staffel. Einzig 1985 und 1988 gewann Moring bei DDR-Meisterschaften in den 1980er Jahren keine Medaille. International holte sie bei den Nordischen Junioren-Skiweltmeisterschaften 1982 in Murau Bronze mit der Staffel. 1988 fielen die DDR-Meisterschaften aus, doch nahm sie an den Olympischen Winterspielen in Calgary teil. Dort belegte sie im Rennen über 5 Kilometer den 19. Platz, wurde 25. über 10 Kilometer, Siebte über 20 Kilometer und mit Simone Opitz, Silke Braun-Schwager und Simone Greiner-Petter-Memm Fünfte im Staffelrennen.
1988 wechselte Moring als erste DDR-Langläuferin zum Biathlonsport. Hier konnte sie schnell erste Erfolge erzielen. Bei den ersten Weltcup-Rennen am 3. Februar 1990, bei dem die Frauen mit den Männern gemeinsam antreten konnten, gehörte sie zu den Starterinnen. Sie nahm an den Biathlon-Weltmeisterschaften 1991 in Lahti teil, wo sie mit Uschi Disl und Antje Misersky hinter der Mannschaft der Gemeinschaft Unabhängiger Staaten, der vormaligen Sowjetunion, und Norwegen im Staffelrennen die Bronzemedaille gewann. Mit Disl, Martina Stede und Petra Schaaf verpasste sie im Mannschaftswettbewerb als Viertplatzierte knapp eine zweite Medaille. Auch im Sprint kam sie mit Platz sechs in Medaillennähe. Danach zogen jedoch jüngere Athletinnen und andere vom Skilanglauf zum Biathlon gewechselte Läuferinnen an ihr vorbei. 1994 beendete sie nach Verletzungen und aufgrund fehlender Motivation ihre Karriere.
Nach ihrer Karriere ließ sich Kerstin Moring mit ihrem Mann in Suhl nieder, wo sie als Sozialpädagogin arbeitete.

## Biathlon-Weltcup-Platzierungen
Die Tabelle zeigt alle Platzierungen (je nach Austragungsjahr einschließlich Olympische Spiele und Weltmeisterschaften).
- 1.–3. Platz: Anzahl der Podiumsplatzierungen
- Top 10: Anzahl der Platzierungen unter den ersten zehn (einschließlich Podium)
- Punkteränge: Anzahl der Platzierungen innerhalb der Punkteränge (einschließlich Podium und Top 10)
- Starts: Anzahl gelaufener Rennen in der jeweiligen Disziplin

| Platzierung                 | Einzel | Sprint | Verfolgung | Massenstart | Team | Staffel | Gesamt |
| --------------------------- | ------ | ------ | ---------- | ----------- | ---- | ------- | ------ |
| 1. Platz                    |        |        |            |             |      |         |        |
| 2. Platz                    |        |        |            |             |      |         |        |
| 3. Platz                    |        |        |            |             |      | 1       | 1      |
| Top 10                      |        | 1      |            |             | 1    | 1       | 3      |
| Punkteränge                 |        | 1      |            |             | 1    | 1       | 3      |
| Starts                      |        | 1      |            |             | 1    | 1       | 3      |
| Stand: Daten nicht komplett |        |        |            |             |      |         |        |

## Belege
1. ↑  Medaillengewinner der DDR-Meisterschaften

| Personendaten    | Personendaten                           |
| ---------------- | --------------------------------------- |
| NAME             | Moring, Kerstin                         |
| KURZBESCHREIBUNG | deutsche Skilangläuferin und Biathletin |
| GEBURTSDATUM     | 26. September 1963                      |
| GEBURTSORT       | Hasselfelde                             |